# North Harbour International 2006
Die North Harbour International 2006 im Badminton fanden vom 9. bis zum 11. Juni 2006 statt.

## Sieger und Platzierte
| Disziplin    | Gold                              | Silber                         | Bronze                                 |
| ------------ | --------------------------------- | ------------------------------ | -------------------------------------- |
| Herreneinzel | John Moody                        | Nicholas Kidd                  | Jeff Tho                               |
| Herreneinzel | John Moody                        | Nicholas Kidd                  | Stuart Gomez                           |
| Dameneinzel  | Huang Chia-chi                    | Rachel Hindley                 | Kennie Asuncion                        |
| Dameneinzel  | Huang Chia-chi                    | Rachel Hindley                 | Vina                                   |
| Herrendoppel | Daniel Shirley Craig Cooper       | Henry Tam Joe Wu               | Ashley Brehaut Muhammad Hafiz Hashim   |
| Herrendoppel | Daniel Shirley Craig Cooper       | Henry Tam Joe Wu               | Delius Tang Dean Nuttall               |
| Damendoppel  | Rachel Hindley Kimberly Windsor   | Donna Cranston Renee Flavell   | Stephanie Cheng Rebecca Bellingham     |
| Damendoppel  | Rachel Hindley Kimberly Windsor   | Donna Cranston Renee Flavell   | Erin Carroll Susan Dobson              |
| Mixed        | Kennevic Asuncion Kennie Asuncion | Daniel Shirley Gabriel Shirley | Geoffrey Bellingham Rebecca Bellingham |
| Mixed        | Kennevic Asuncion Kennie Asuncion | Daniel Shirley Gabriel Shirley | Glenn Warfe Susan Dobson               |